# Anagapetus aisha
Anagapetus aisha là một loài Trichoptera trong họ Glossosomatidae. Chúng phân bố ở miền Tân bắc.